# Telipogon pamplonensis
Telipogon pamplonensis là một loài thực vật có hoa trong họ Lan. Loài này được Rchb.f. miêu tả khoa học đầu tiên năm 1858.